# Epen
Ne doit pas être confondu avec Eupen.
Epen (en limbourgeois Ieëpe) est un village néerlandais situé dans la commune de Gulpen-Wittem, dans la province du Limbourg néerlandais. Le 1er janvier 2005, le village avait 740 habitants.
Le village d'Epen est proche de la Belgique. Il se trouve également non loin de la frontière des régions flamande et wallonne.
La gare la plus proche ne se trouve pas du côté néerlandais mais du côté belge, entre Hombourg et Plombières.

## Galerie

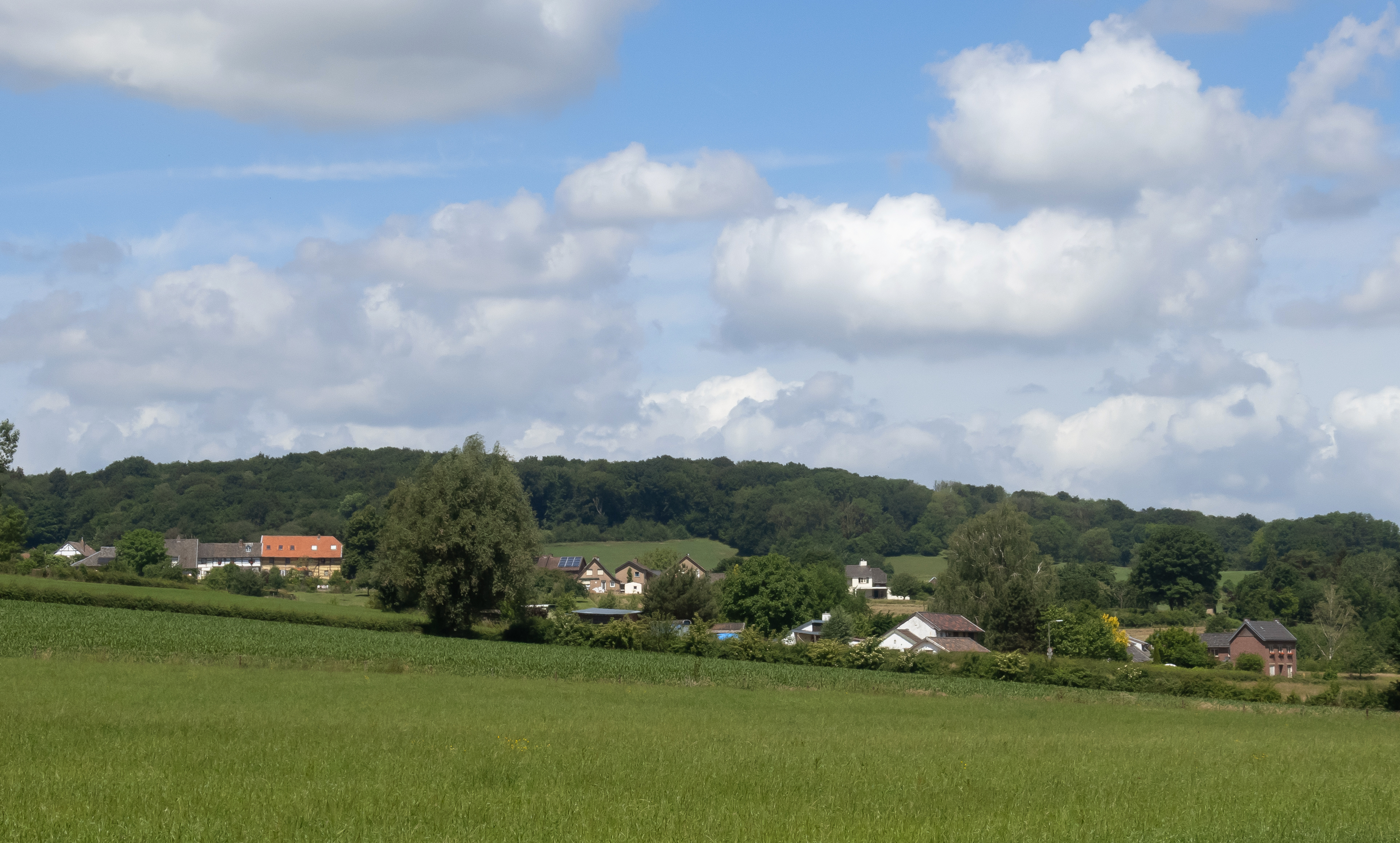
Les maisons dans les collines près Epen
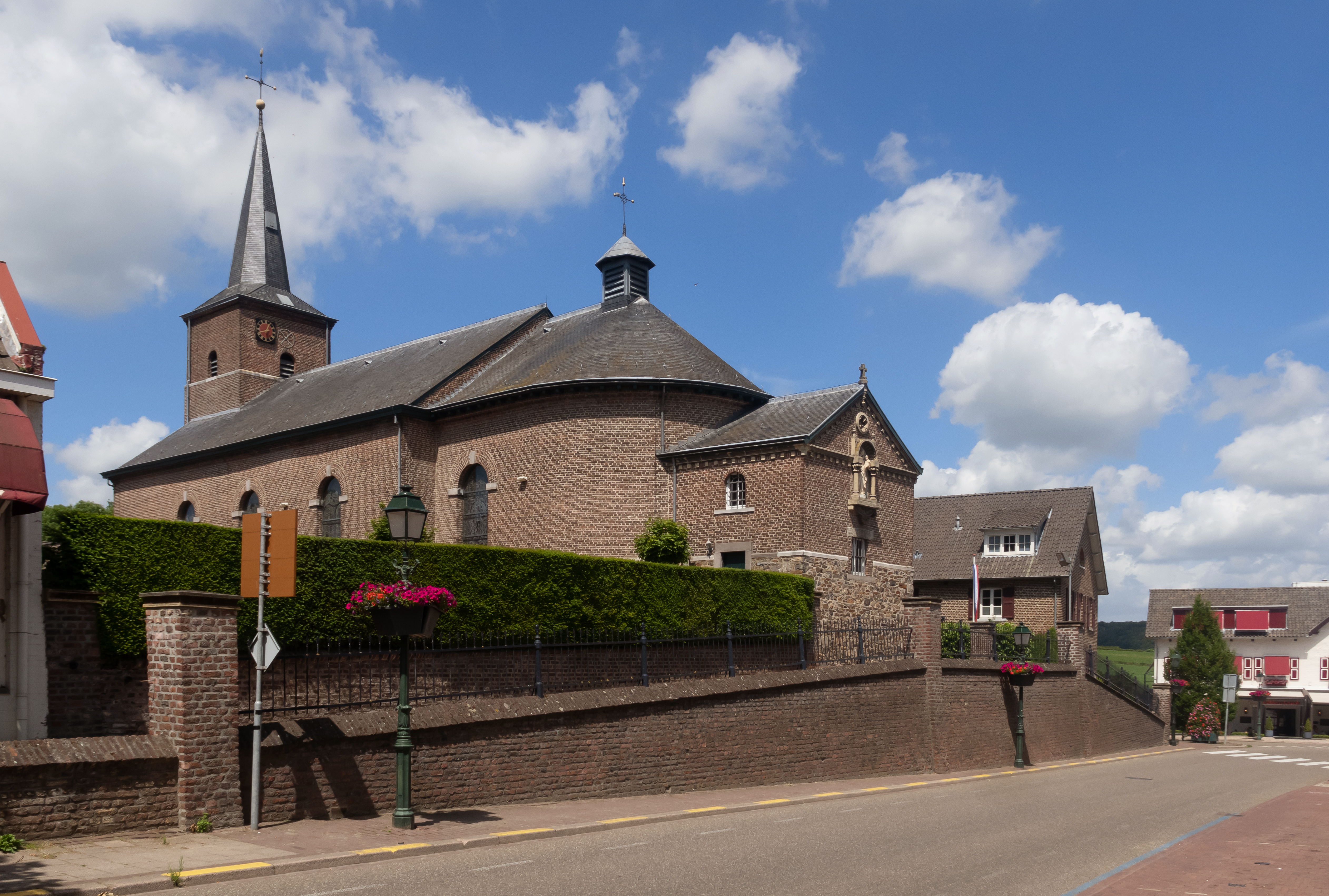
Epen, l'église:la Sint-Paulus Bekering
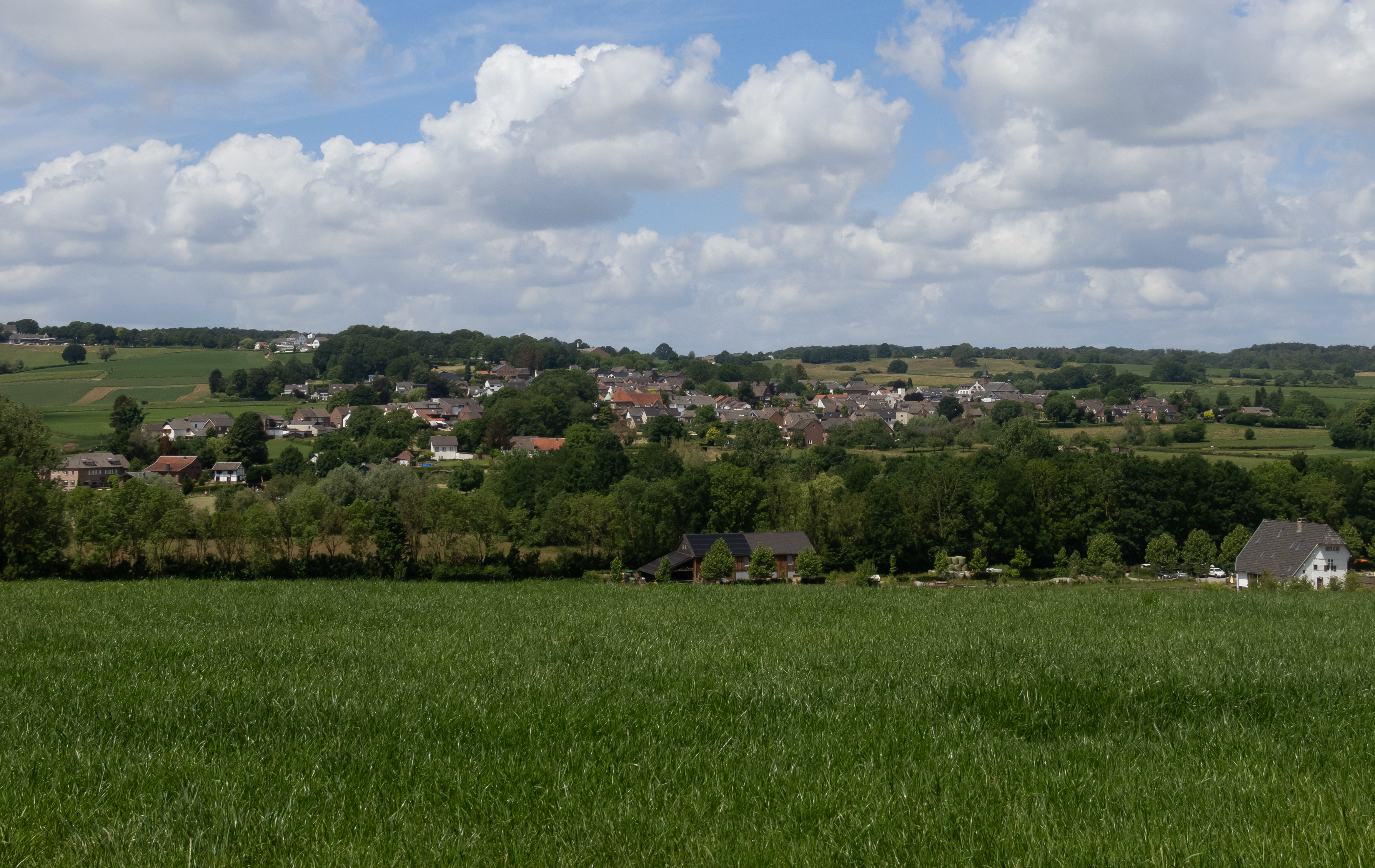
Epen, le panorama du village depuis Camerig